# EPA-husen

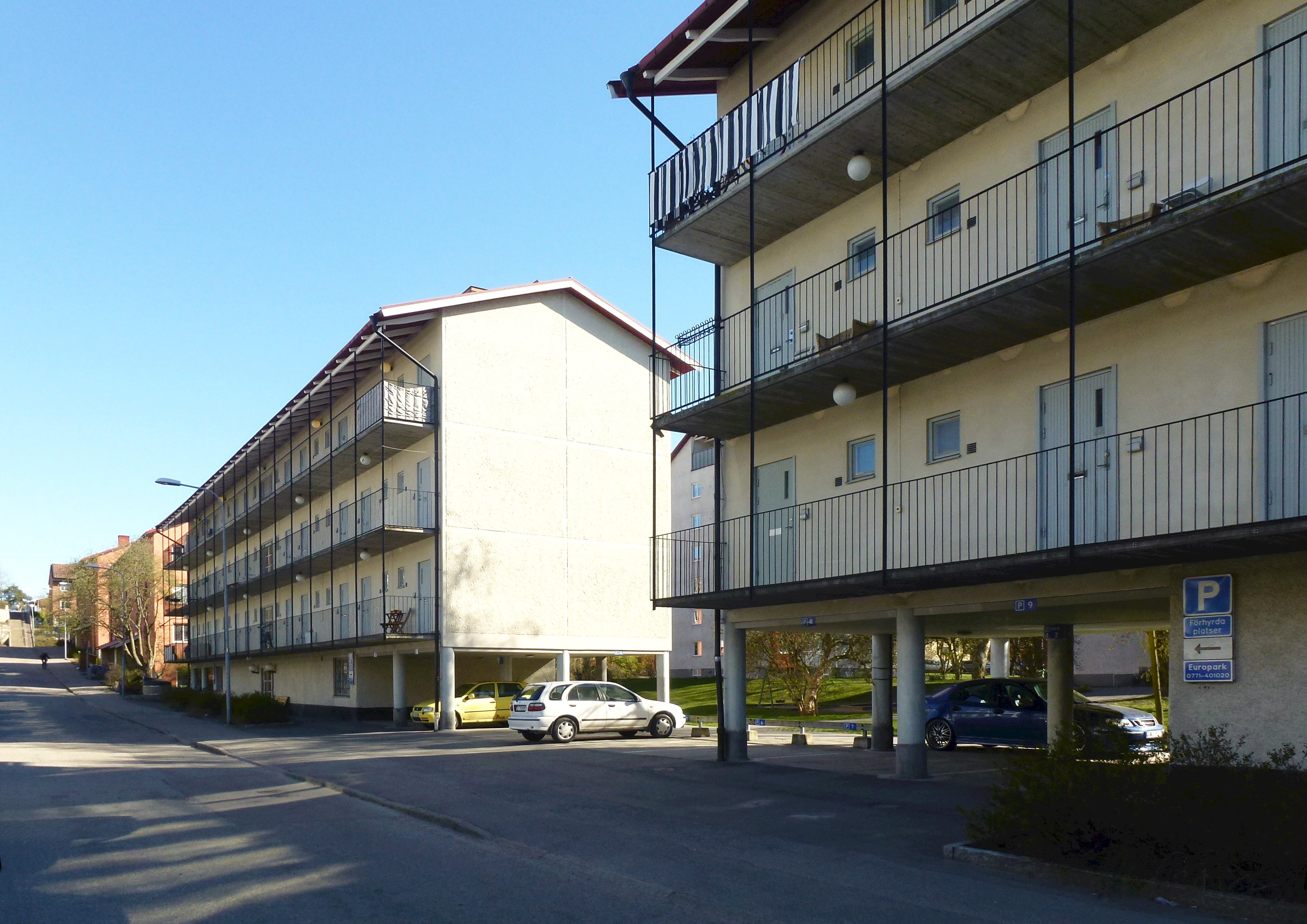
EPA-husens loftgångar, april 2014.

EPA-husen är namnet på två bostadshus vid Bränningevägen i stadsdelen Årsta i södra Stockholm. Husen har en ovanlig historia och är bland de första loftgångshusen i Sverige. Husen är i dag skyddade enligt kulturmiljölagen. 

## Historik

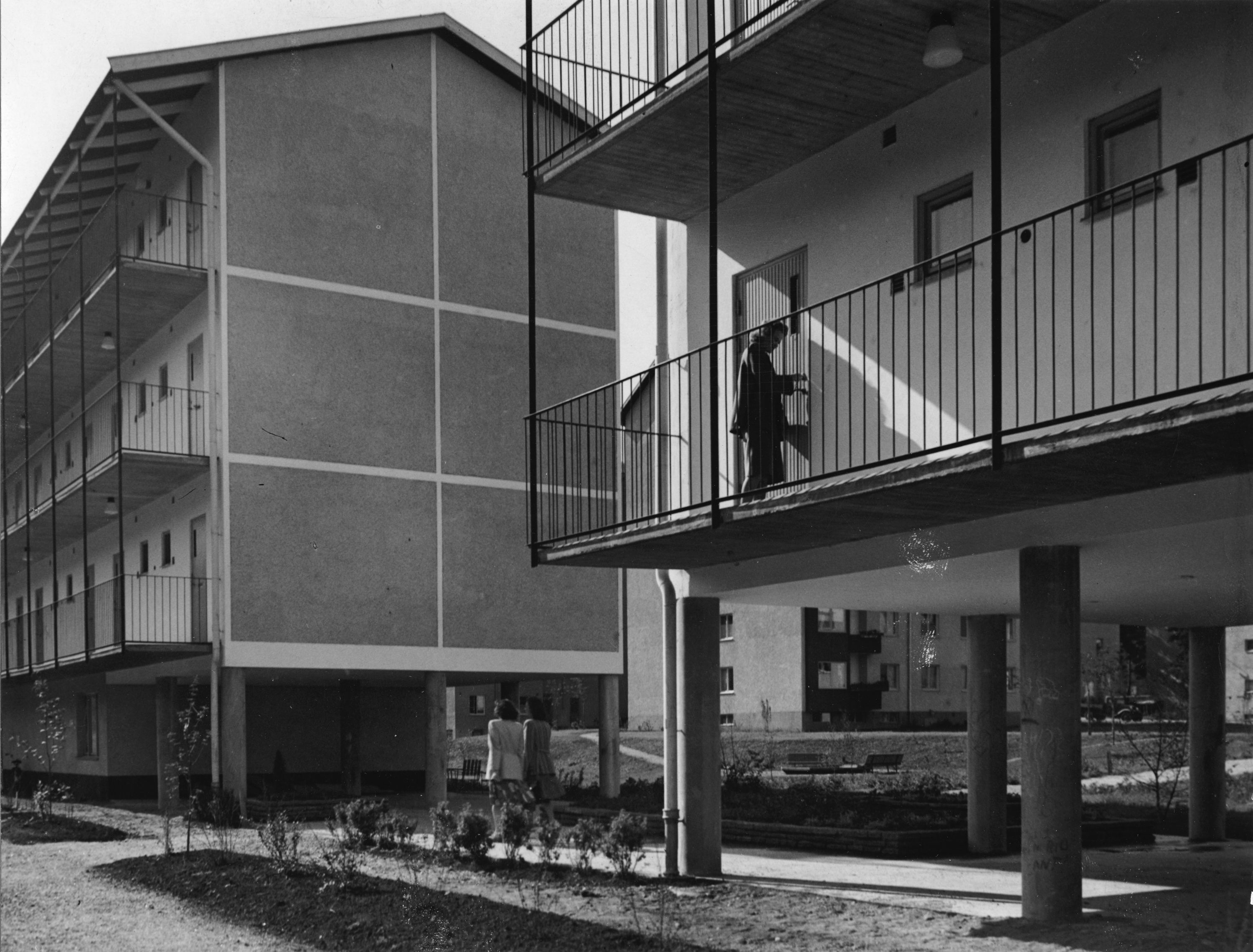
EPA-husen fotograferade av Lennart af Petersens 1962.

Byggbolaget Ohlsson & Skarne fick av varuhuskedjan EPA i uppdrag att uppföra två byggnader som skulle användas som bostäder åt unga kvinnor anställda av varuhuset. Arkitekt Gunnar Jacobson och medhjälparen Anne-Marie Delwig ritade och första inflyttning skedde 1947. Husen ligger på Bränningevägen 9–11 och 17–19.
Husen var ovanliga för sin tid genom att de var byggda som loftgångshus, där kommunikationerna sker via ett centralt trapphus och sedan på gallerier eller långa balkonger till lägenheterna. Arkitekten hade tagit idén från Tyskland och de två husen är bland de första av sitt slag i Sverige. Det finns dock ett loftgångshus i tre våningar från 1939, beläget vid Tidaholmsvägen i södra delen av Hammarbyhöjden.
I EPA-husens tre bostadsvåningar står delvis på pelare. Bottenvåningar iordningställdes för sällskaps- och fritidsutrymmen. Lägenheterna på 24 kvadratmeter bestod av ett rum, ett badrum, och i hallen fanns det kokskåp och två garderober. Mot sydsidan märks franska balkonger. En husmor som bodde i ett av husen hade uppsikt över de boende. 1948 låg hyran på 35 kr per månad för en ensamboende och 65 kr per månad för delat boende och el, värme och vatten ingick.

## Rivningshot
År 1977 gick EPA upp i Åhlenskoncernen, och fastighetsägaren Ohlsson & Skarne köptes 1967 av Skånska Cementgjuteriet, idag kallat Skanska. Husen kom så småningom att stå obebodda, en tid användes de som flyktingbostäder. Skanska ansökte både 1990 och 1995 om lov att riva husen. Ansökningarna avslogs, bland annat Stockholms stadsmuseum motsatte sig rivning på grund av husens egenart. Vid mitten av 1990-talet blev gatu- och fastighetskontoret intresserade att ordna ett självbyggeriprojekt för ungdomar och unga vuxna. Tillsammans med föreningen Bygg din framtid startades 1995 projektet Framtidsloftet för att realisera en ombyggnad av de båda husen. I juni 1997 tog Riksbyggen över ägandet av husen. Frivilliga personer mellan 16 och 25 fick anmäla intresse. Deltagarna fick själva utforma ombyggnationen från början till färdigställande och kunde själva påverka de flesta beslut. På våren 1998 var lägenheterna klara för inflyttning och fasaderna helt nyrenoverade. I juni 1998 hade den första gruppen i stort sett flyttat in. Därefter flyttade de övriga grupperna successivt in vartefter de blev klara, fram till slutet av året. När projektet var avslutat var deltagarna trötta och orkade inte driva stora organisatoriska frågor. 
Efterspelet i förvaltningsfrågan är talande. Deltagarna hade initialt valt att husen skulle förvaltas som kooperativa hyresrätter, som före 2002 byggde på en försökslagstiftning. Stadsbyggnadsnämnden beslöt att inte godkänna ungdomarnas ansökan till regeringen i november 1998. Skälet som nämnden angav var att kommunen, som vid den tiden fortfarande ägde husen, inte ansåg att det var lämpligt med en representant från staden i styrelsen vilket var ett krav. När lagen om kooperativ hyresrätt antogs år 2002, då Riksbyggen hade hunnit bli ägare till husen, hade även initiativkraften hos de boende minskat och idag förvaltas lägenheterna som traditionella hyresrätter.
HSB Stockholm förvärvade fastigheten 2018.

## Bilder, fasader mot gatan

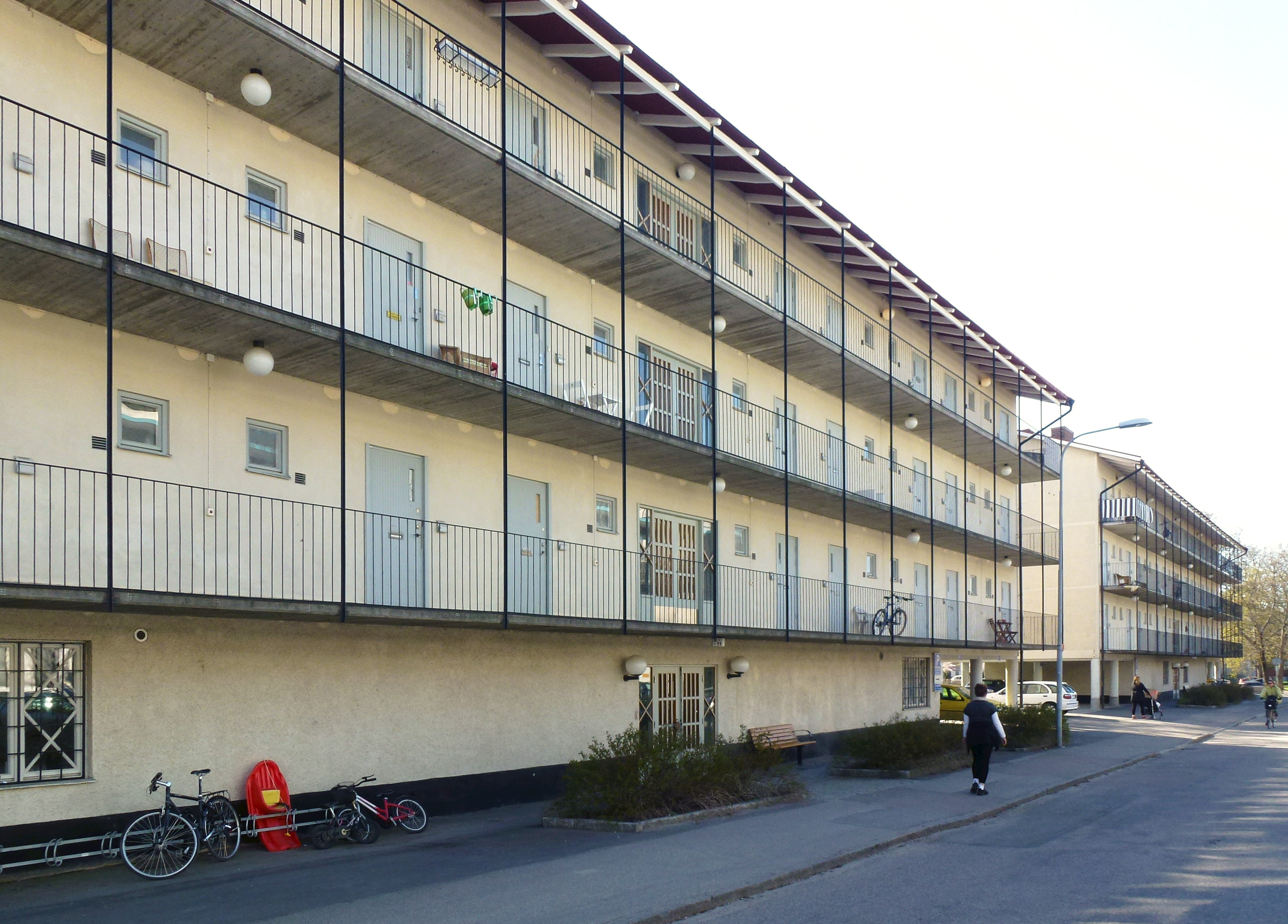
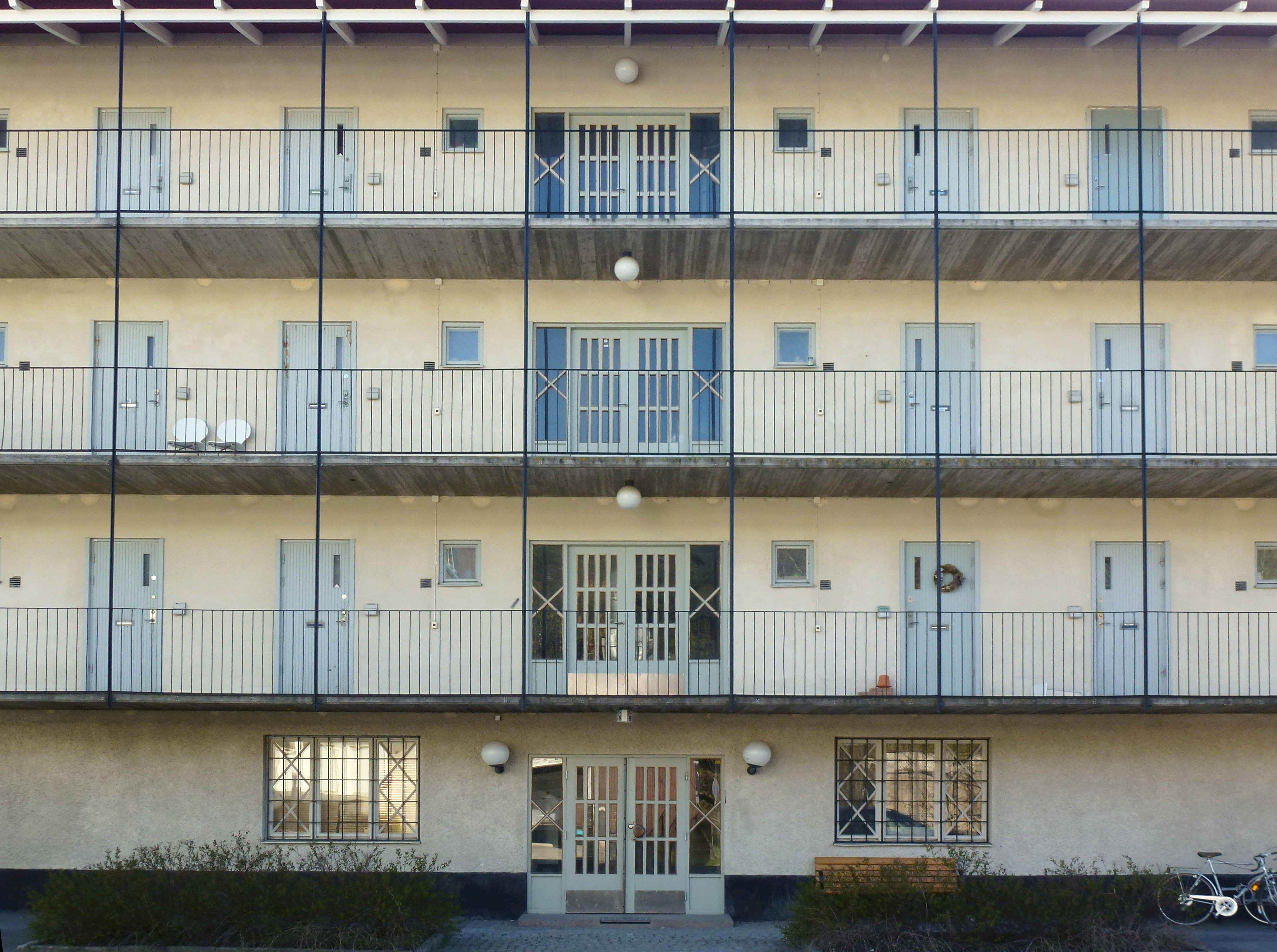
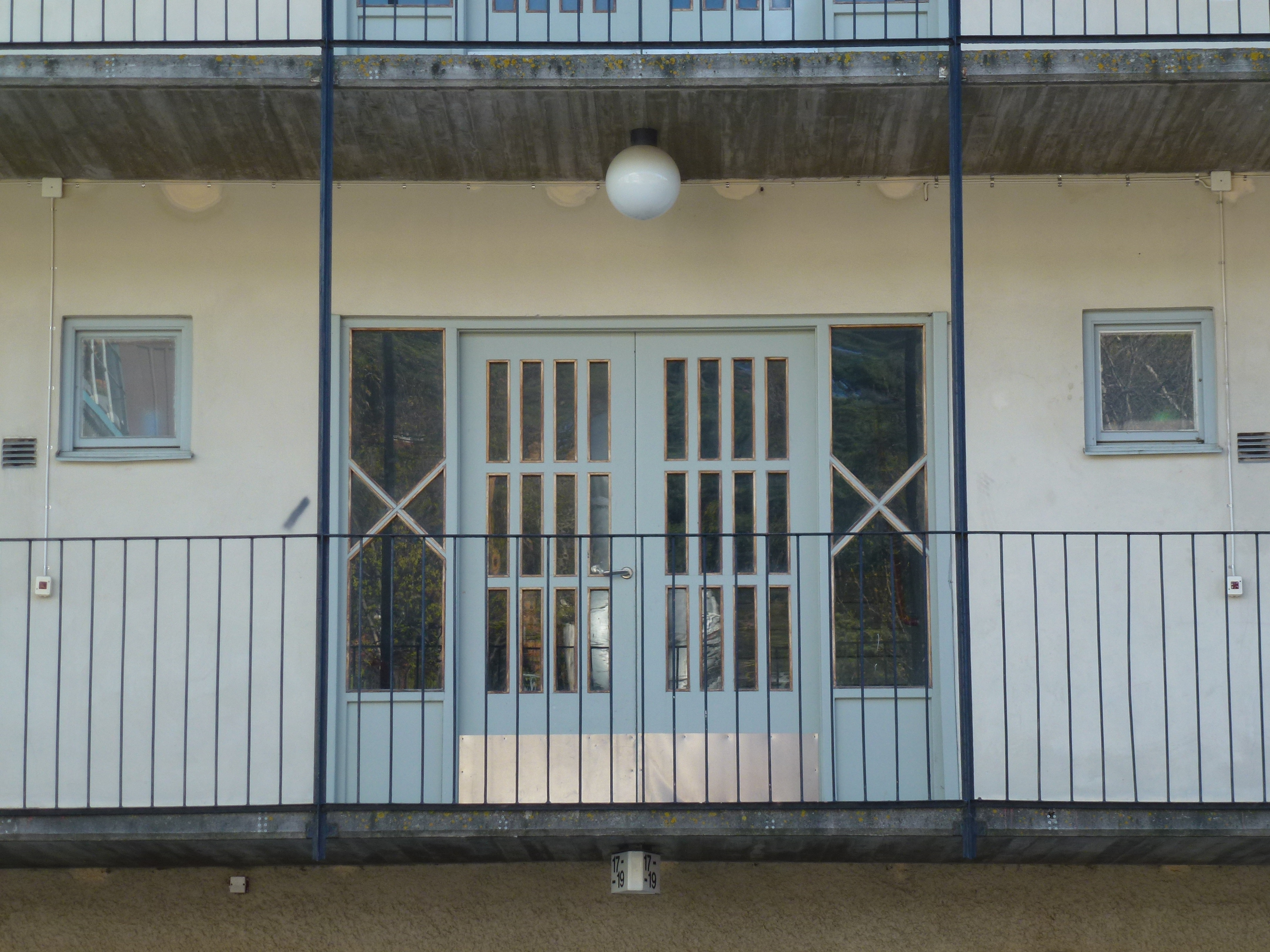

## Bilder, fasader mot gården

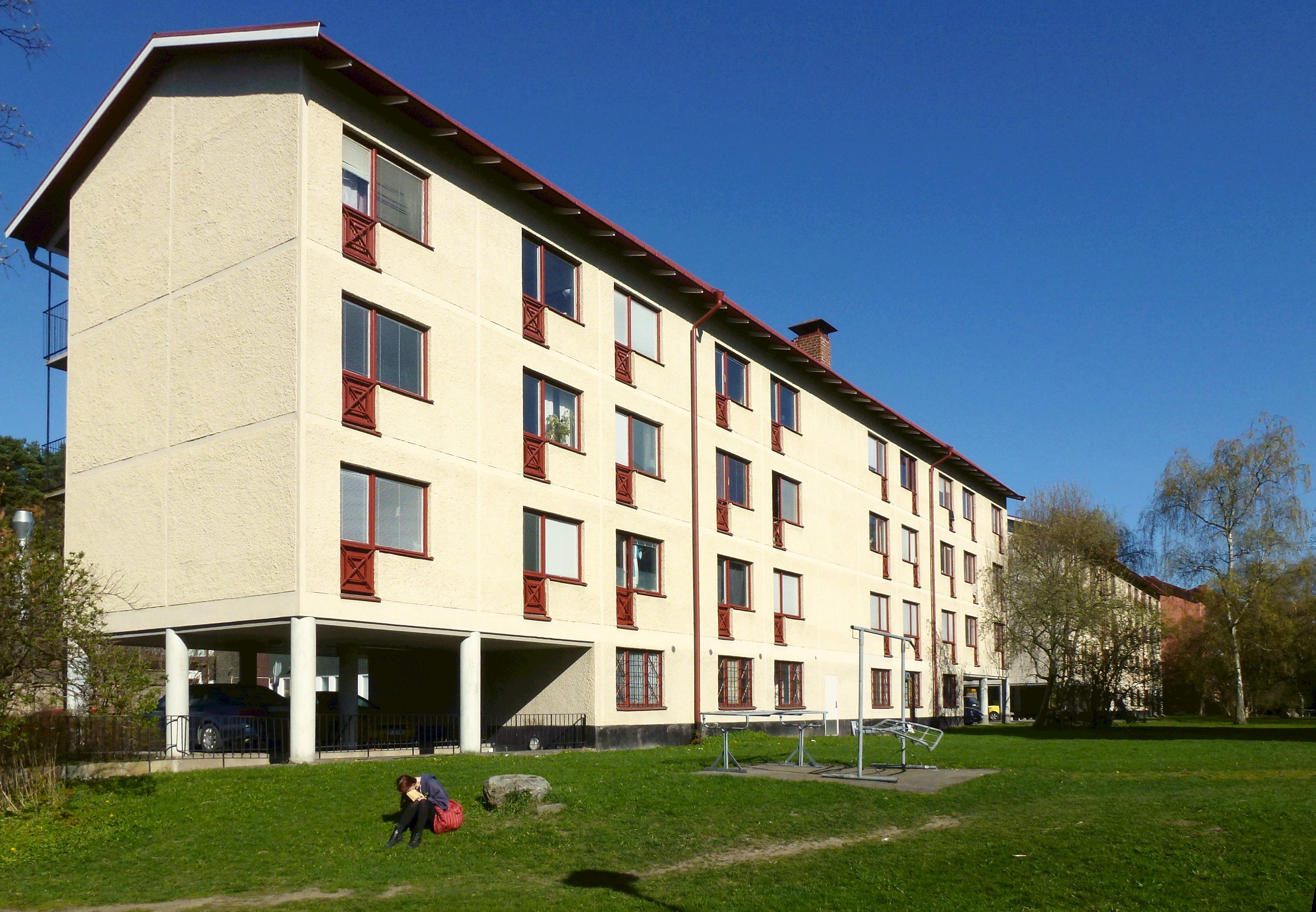
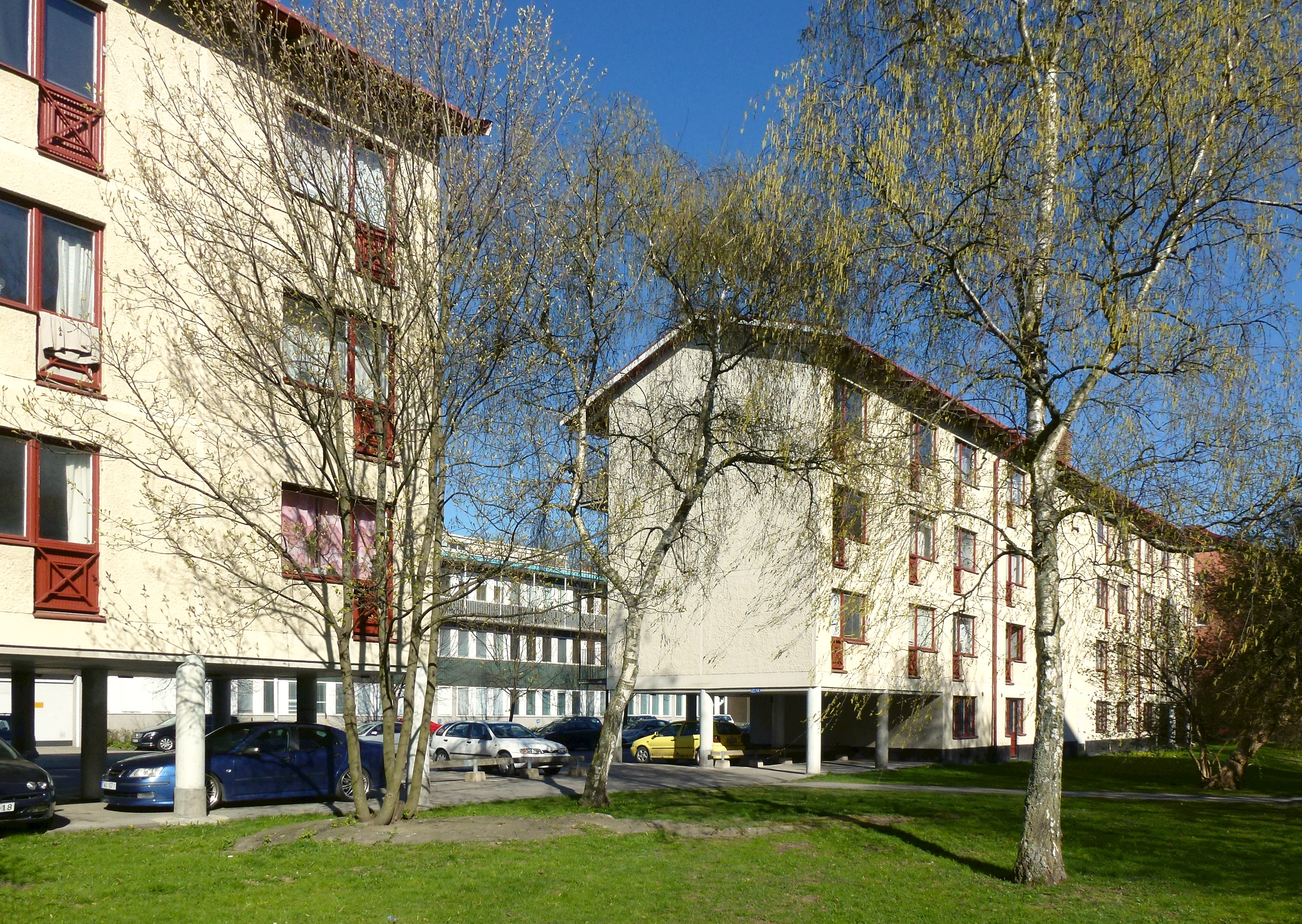
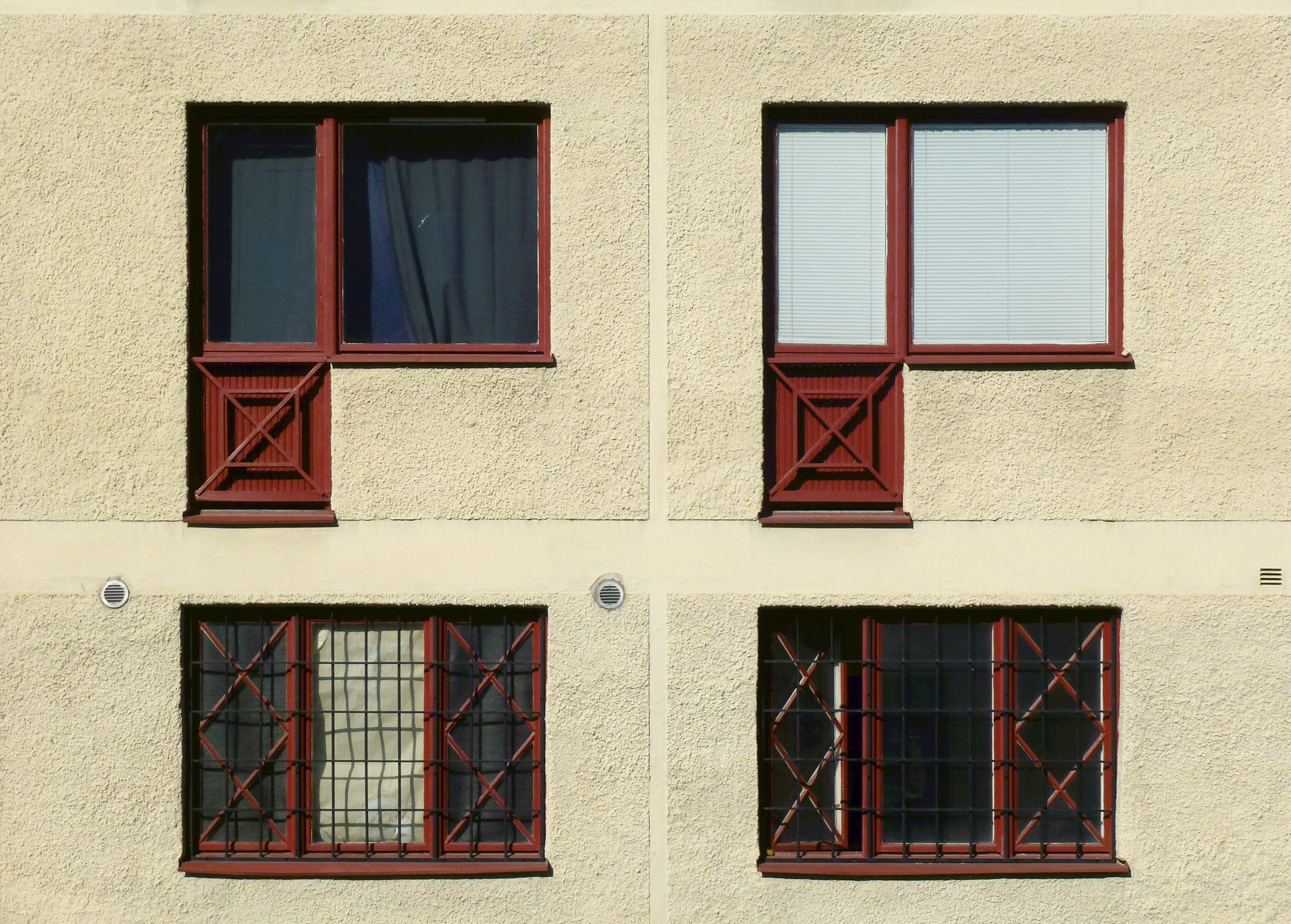

## Kulturklassning
Husen är i dag skyddade enligt kulturmiljölagen med den högsta bevarandeklassningen (blå). 
 Motiveringen för klassningen löd:
| ” | Ett av de tidigaste exemplen på loftgångshus i landet. Husen uppfördes med enkelrum för kvinnliga anställda på EPA-varuhusen 1947. ”Det här använda laubengangsystemet har i detta fall ej visat några olägenheter. Varje balkong kan betraktas som en trottoar från vilka man går direkt in i sitt rum.” Citatet är hämtat från arkitekten Gunnar Jacobsons egen beskrivning av husen i Byggmästaren 1948. De s.k. EPA-husen är välbevarade med en särpräglad och framåtblickande arkitektur med stora arkitektur-, byggnadsteknikhistoriska- och samhällshistoriska värden. | „ |